# Fityma

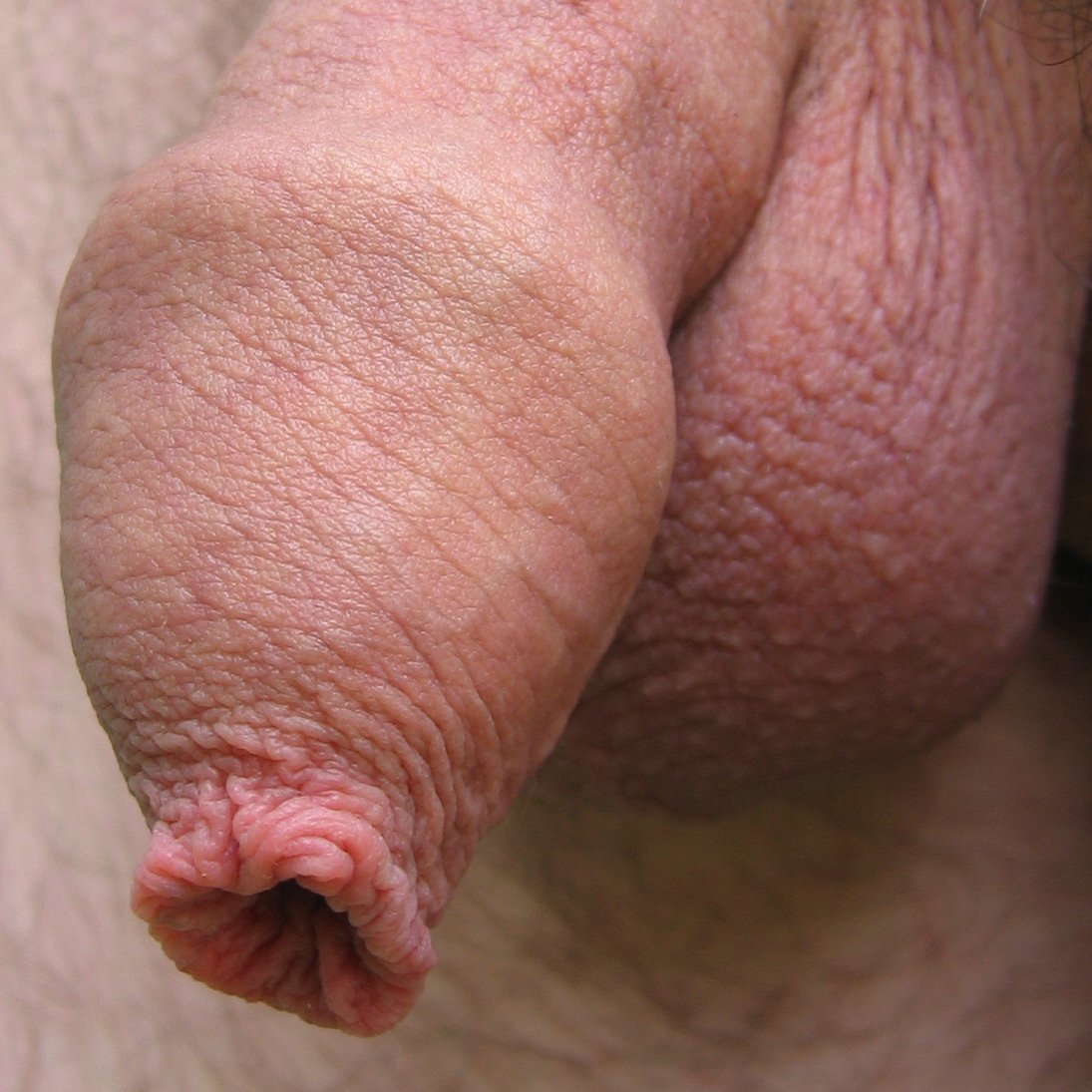
A hímvessző makkját borító fityma

A fityma vagy más néven előbőr (lat. praeputium) a férfi nemi szerv része, a hímvessző végén a makkot fedő visszahúzható, illetve erekció esetén visszahúzódó dupla bőrredő. A hímnemű emlősállatok többségének nemi szerve rendelkezik a makkot védő bőrréteggel, de a fityma kifejezést a mindennapi szóhasználatban az emberi férfi nemi szerv részét alkotó bőrredőre szokás használni.

## Anatómiai jellemzői

### Leírása
A fityma egy kettős bőrredő, amely rugalmasan, de szorosan simul a makkra, körkörösen, a pénisz nyugalmi állapotában akár részben, de általában teljes egészében beborítva azt, amihez a pénisz alsó részén a fitymafékkel kapcsolódik.
Két különböző jellegű részből áll. Külső része az ún. "külső fityma", amelynek felülete, jellege megegyezik a hímvesszőt borító bőrfelülettel. A nyugalmi állapotban a makkal érintkező ún. "belső fityma" azonban más, inkább a szemhéj, valamint a szájüreg belső hajszáleres bőrfelületére hasonlít, főként azért, mert igen gazdag idegvégződésekben, így a szexuális tevékenység során is szerephez jut.

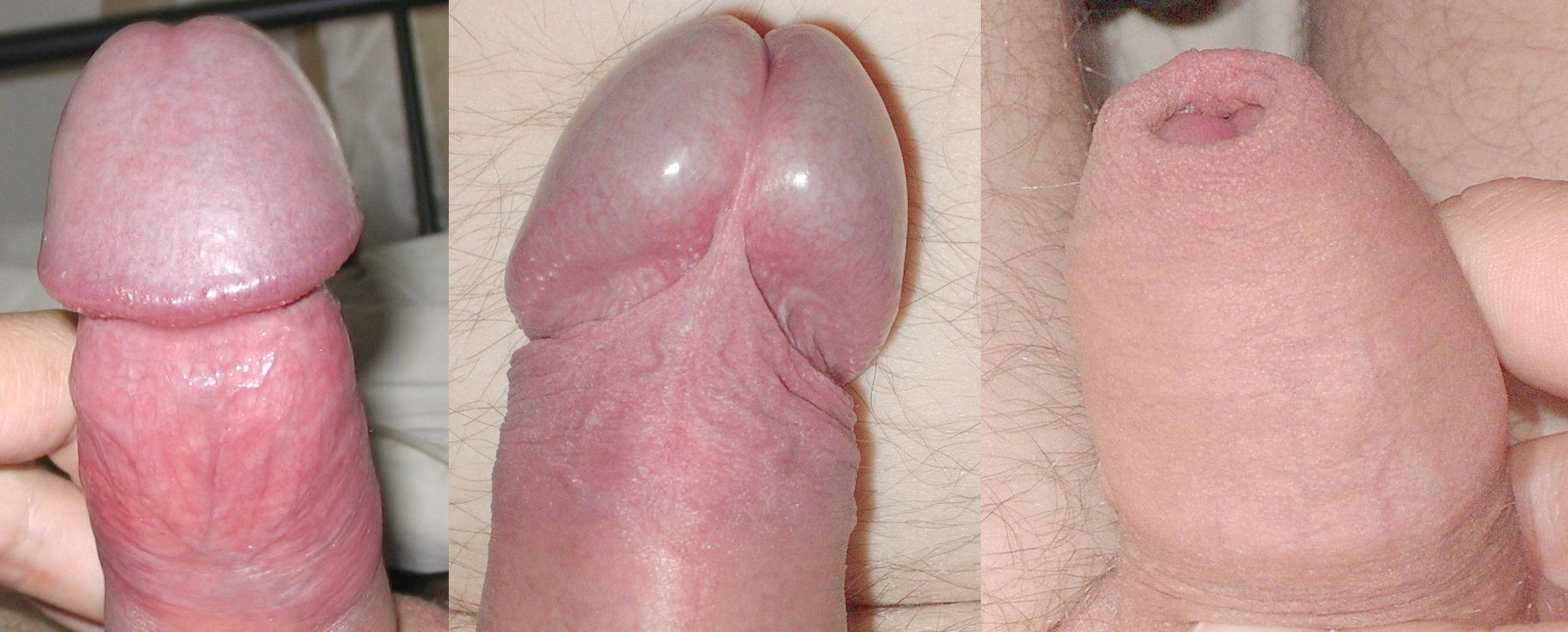
A fityma elhelyezkedése a hímvesszőn. Balra a fityma visszahúzott állapotban a merev hímvesszőn. Középen a makk alulsó része, középen a makkot a fitymával összekötő fitymafék. Jobbra: a nyugalmi állapotban lévő hímvessző, amelynek makkját a fityma takarja

A fityma méretre felnőttkorban egyénenként igen eltérő lehet. Gyermekkorban általában teljesen beborítja a makkot, nem egyszer túllógva rajta (ez a fitymatúltengés), a serdülés bekövetkezte után azonban a férfiak jelentős részénél már csak részlegesen fedi azt.

## Funkciója

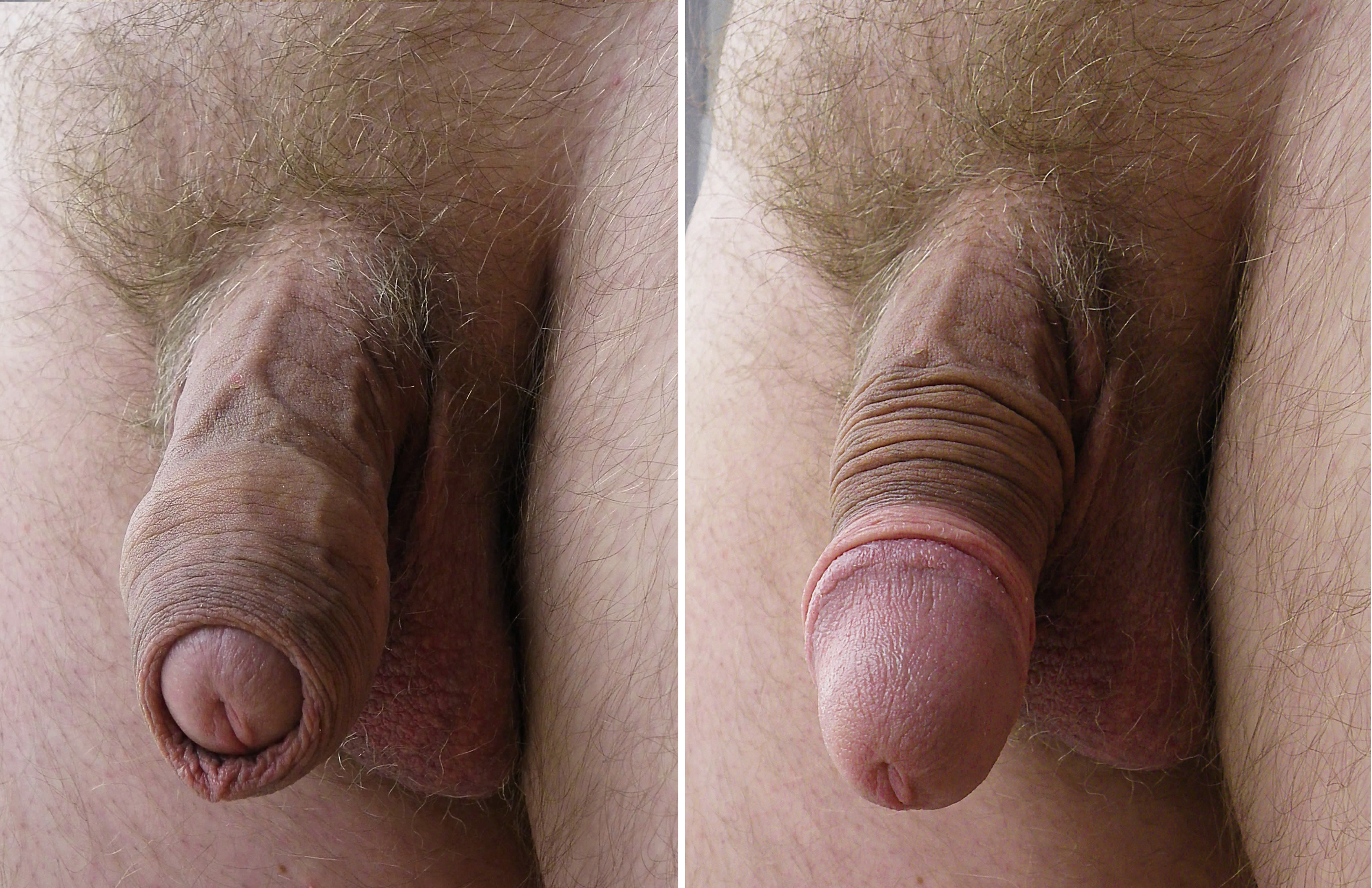
Fityma a makkon és hátrahúzva

A fityma nyugalmi állapotban védi a makk idegvégződésekben gazdag és érzékeny bőrét a mechanikai hatásoktól és szennyeződésektől. A fitymán található idegvégződések a szexuális tevékenység során a szexuális ingerek keltésében is részt vesznek. A fityma további szerepéről az orvostudományban még napjainkban is viták folynak. Létezik olyan elmélet, amely szerint a közösülésnél a női hüvelyben mozgó pénisz makkján fel-le gördülő fityma szerepet játszik az orgazmus kialakulásában. Más elméletek viszont cáfolják ezt a nézetet, miszerint a szexuális funkciókban nem találtak érdemi eltéréseket a fitymás, valamint fitymával nem rendelkező (körülmetélt) férfiak körében, különböző, a témában végzett felmérések eredményeire hivatkozva.

### Tisztálkodás
A makk és a fityma között fehér színű, faggyúszerű váladék szmegma keletkezik, amelyet a makk peremén elhelyezkedő mirigyek termelnek. A felgyülemlett és bomlásnak indult szmegma gyulladás forrása lehet, ezért a napi tisztálkodás során fontos a makk tisztán tartása, ez a fityma hátrahúzása után végezhető el.

## A fityma elváltozásai

### Fitymaszűkület(phimosis)
Fitymaszűkületről beszélünk, ha a fitymát körkörösen alkotó kettős bőrredő nyílása szűk, ezért az gyűrűt alkotva beszorítja a makkot a fitymába, sikeres hátrahúzás esetén pedig homokóraszerűen szorítja a péniszt, emiatt a fityma a – főként az erekció során a megnagyobbodott – makkról csak nehezen, vagy egyáltalán nem húzható hátra. Ez az elváltozás megnehezíti a hímvessző tisztán tartását, amelynek következtében a fityma és a makk között felgyűlő túrószerű váladék, a szmegma kitakarításának rendszeres elmaradása fitymavisszatapadást, a szmegmában megkötődő kórokozók pedig fertőzéseket, gyulladásokat okozhatnak. Szexuális tevékenység – közösülés, maszturbálás – során a szűk fityma berepedhet, a kialakuló hegek miatt a fitymaszűkület tovább súlyosbodhat, visszatérő gyulladások forrása lehet. Felnőttkorban, főleg időskorban gyakran cukorbetegség következtében is kialakulhat, de betegség (pl.: LS – Lichen Sclerosus) is előidézheti.
A fitymaszűkületet főként műtéti eljárással korrigálják, mértékétől függően a fityma teljes vagy részleges eltávolításával (körülmetélés - circumcisio). Kismértékű fitymaszűkület esetén gyakran elég a fityma szélének néhány helyen történő bemetszése (fitymaplasztika). Mindegyik beavatkozás ambuláns ellátás keretében, helyi érzéstelenítés vagy altatás mellett történik.
Az elhanyagolt, kezeletlen fitymaszűkület következtében nagyobb eséllyel alakulhat ki péniszrák.

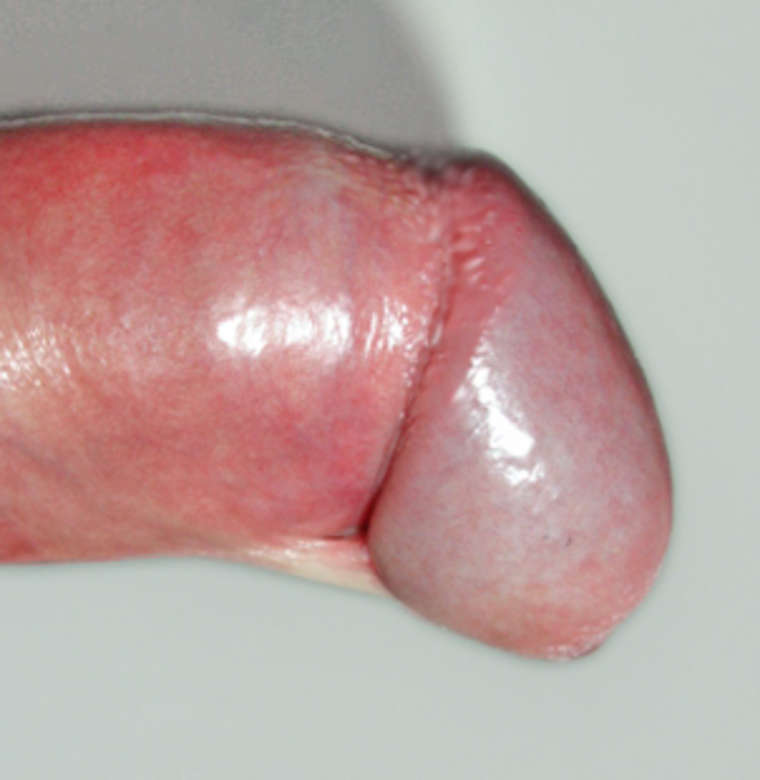
A fitymafék, ha rövid, a fityma hátrafeszítésekor nemegyszer magával húzza a makkot is, amely ezáltal önmaga alá bólint.

### Rövid fitymafék(frenulum breve)
A fitymával kapcsolatos, általában veleszületett problémák közé sorolható a fitymafék (frenulum), más néven "kantár" rövidsége, főleg fitymatúltengéses férfiaknál.
Ez a probléma jellemzően hevesen végzett szexuális tevékenység (önkielégítés – maszturbálás, közösülés – behatolás) során jelentkezik, amikor is a hímvessző alsó (elülső) oldalán a fitymát a húgycsőnyíláshoz kapcsoló húrszerű bőrlebeny a fityma hátrahúzásakor, hátrafeszítésekor erőteljesen megfeszül, kifehéredik, fáj, esetleg csíp, rosszabb esetben túlfeszítés következtében berepedhet, elszakadhat, ebben az esetben a benne futó kapilláris hajszálerecske bőségesen vérzik.
A rövid fitymafék a többi fékhez (nyelvfék, ajakfék) hasonlóan egy apró ambuláns műtéti beavatkozással egyszerűen korrigálható, amelynek során a fék húrját általában egy apró bemetszéssel átvágják, vagy jellemzően leégetik, eltávolítják.

### A fityma letapadása(cellularis adhesio)
Az az állapot, amelyben a fityma belső lemezének felszíne össze van tapadva a makk nyálkahártyafelszínével. Kétféle fitymaletapadást különböztetünk meg: a veleszületett letapadást és a fitymavisszatapadást.
A veleszületett fitymaletapadás az az elsősorban születéskor fennálló természetes állapot fiúgyermekeknél, amelyben a hímvessző fitymája sejtesen össze van tapadva a makkal. Ez az állapot normál esetben kb. a szobatisztaság kialakulásának környékén, legkésőbb a gyermek kölyökkoráig (7-10. életév) magától megoldódik: részben azért, mert belülről a makk pereme alatti árokban lévő milliónyi faggyúmirigy által termelt fitymafaggyú idővel sajtszerű állagú anyaggá (szmegmává) alakul át, ennek az anyagnak a feltorlódása pedig idővel finoman leválasztja a fitymát a makkról, részben viszont azért, mert a kisfiú úgy kb. a 3-5. életévében a természetes szexuális kíváncsiság részeként felfedezi a saját nemi szerveit, elkezdi azt piszkálni, húzogatni magának, ezzel pedig kívülről segíti a fityma természetes leválását. Amint a belső fitymalemezt a szmegma valamint a kisgyermek a makktól teljes egészében fokozatosan elválasztja, a fityma a makk mögé teljesen hátrahúzhatóvá válik.
A fityma letapadása biológiailag azért normális, mert minden fiúgyermek így születik, és mivel pelenkáskorban még a kisbabák nem képesek a vizelet, valamint a széklet ürítését szabályozni, a letapadás megvédi a hímvessző idegvégződésekkel teli makkját a pelenkatartalomban lévő esetleges kórokozóktól, és az azok okozta fertőzésektől, gyulladástól. Éppen ezért nem szükséges orvosilag beavatkozni, amennyiben a fityma a vizelést nem akadályozza, ellenben a gyermeket sem szabad büntetni, amikor a péniszéhez nyúlkál.
Noha ez az állapot teljesen természetes, a gyermekorvosok jelentős része (az Amerikai Egyesült Államokban túlnyomó többsége) sokszor mégis vitatja ennek tényét, és tévesen megoldandó problémaként kezeli. Ennek megfelelően ezt az összetapadást sokszor státuszvizsgálatokon szükségtelenül próbálja megszüntetni (azaz a fitymát megpróbálja feltépni), felesleges szenvedésnek kitéve ezzel a gyermeket és szülőjét, nemegyszer súlyos traumát, bizalmatlanságot kialakítva a gyermekben a szülőjével valamint az orvosokkal szemben, és gátlásokat, félelmeket kiváltva a saját nemi szerveivel szemben.
A fitymavisszatapadás jellemzően inkább serdülőkori jelenség, amelynek során a már legalább egyszer elvált fityma – általában a napi tisztítás rendszeres elmaradásának és a nem megfelelő higiénia következtében – részlegesen vagy teljesen visszatapad a makk felszínére és nem húzható hátra a makk mögé. Ez az állapot – a veleszületett letapadással ellentétben – viszont rendellenes, valóban megoldandó probléma és orvosi beavatkozást igényel, mert a visszatapadt fityma az ott megrekedő kórokozóknak köszönhetően gyulladásokat, fertőzéseket, bevérzéseket okozhat a fityma bőrén és a makkon egyaránt. A fityma tartós, megoldatlan visszatapadása gyakran párosul fitymaszűkülettel, amely nemegyszer igényel a későbbiekben orvosi beavatkozást is.

## Körülmetélés(circumcisio)

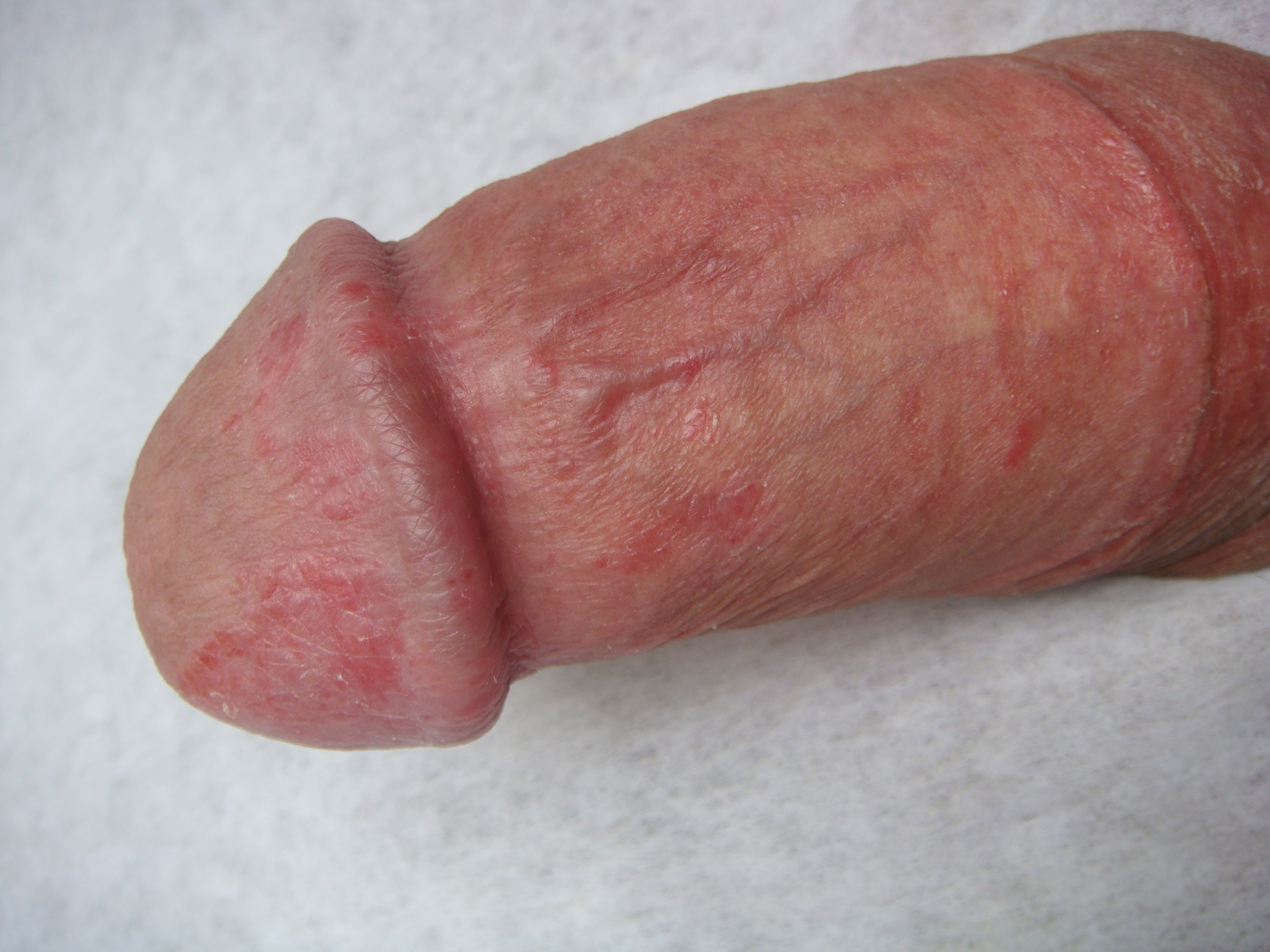
Körülmetélés ajánlott visszatérő gyulladás esetén

A körülmetélés a fityma egészségügyi (nagyon gyakran csupán egészségügyi okokra hivatkozó), vallási ok, rituális vagy egyéb meggyőződés miatt végrehajtott eltávolítása. Több fajtája létezik: a részleges és a teljes körülmetélés.
A részleges körülmetélés során a fitymának csak egy részét (fitymaszűkület esetén opcionálisan csak a beszűkült, heges részt) távolítják el, így az valamennyire továbbra is fedi a makkot, a teljes körülmetélés során azonban a fitymát teljesen eltávolítják, így az nyugalmi esetben sem borítja be azt. A teljes körülmetéléskor azonban változó, hogy a fityma külső vagy belső részéből távolítanak-e el többet, ezt általában érdemes megbeszélni az orvossal. Egyes orvosok körülmetélés során is meghagyják a fitymaféket, míg a többség azt is eltávolítja a műtét alatt.
Általában sebészi úton, általában helyi érzéstelenítés vagy altatás mellett, a rituálék keretén belül, esetleg kisbabák esetében egyes orvosok érzéstelenítés nélkül is elvégzik. Azon vallásoknál, ahol az előírások, vagy a tradíciók miatt hajtják a végre a körülmetélést, ott erre még a gyermek serdülése előtt (kölyökkorban), esetleg már újszülött korban sort kerítenek, általában ünnepélyes keretek közt (pl. zsidó vagy iszlám körülmetélés).